# Obeza septentrionalis
Obeza septentrionalis är en stekelart som först beskrevs av Charles Thomas Brues 1907.  Obeza septentrionalis ingår i släktet Obeza och familjen Eucharitidae. Inga underarter finns listade i Catalogue of Life.